# Академическая гребля на летних Олимпийских играх 1992 — одиночки (мужчины)
Соревнования среди одиночек по академической гребле среди мужчин на летних Олимпийских играх 1992 года прошли с 27 июля по 1 августа на озере Баньолес, расположенного в 95 километрах к северо-востоку от Барселоны, в провинции Жирона. В соревновании приняли участие 22 спортсмена из 22 стран.
Немецкий гребец Томас Ланге во второй раз стал олимпийским чемпионом, защитив титул добытый на Играх в Сеуле. Второе место занял чехословацкий спортсмен Вацлав Халупа, который на трёх предыдущих чемпионатах мира также становился серебряным призёром. Бронзовую медаль завоевал поляк Каетан Броневский. Примечатально, что распределение призёров на Играх в Барселоне в точности повторило результат последнего чемпионата мира.
Участие в соревнованиях принимал также трёхкратный олимпийский чемпион из Финляндии Пертти Карппинен, однако ему вновь, как и четыре года назад, не удалось пробиться в главный финал. В итоговом протоколе Карппинен занял лишь 10-е место.
Впервые с 1936 года в соревнованиях по академической гребле, в качестве представителей независимого государства, приняли участие эстонские спортсмены. После распада СССР сборная Эстонии (а также сборные Латвии и Литвы) приняла решение выступать отдельно, отказавшись входить в состав Объединённой команды, от которой в соревнованиях одиночек выступал украинец Игорь Могильный. Для латвийской сборной по академической гребле Игры в Барселоне стали дебютными. Также в 1992 году в гребле впервые выступали сборные Турции и Ливана. Для ливанцев это выступление осталось единственным в истории страны, а турецкие спортсмены в следующий раз выступили в академической гребле только на Играх 2016 года.
Также по сравнению с прошлыми Играми произошли изменения в формате соревнований. На Играх в Барселоне спортсмены, выбывшие из борьбы за медали, продолжали выступление в классификационных заездах.

## Призёры
| Золото               | Серебро                    | Бронза                   |
| Томас Ланге Германия | Вацлав Халупа Чехословакия | Каетан Броневский Польша |

## Рекорды
До начала летних Олимпийских игр 1992 года лучшее олимпийское время было следующим:
| Лучшее олимпийское время | Спортсмен         | Время    | Место | Дата             |
| ------------------------ | ----------------- | -------- | ----- | ---------------- |
| Лучшее олимпийское время | Томас Ланге (GDR) | 06:49,86 | Сеул  | 24 сентября 1988 |

По итогам соревнований ни один из гребцов не смог улучшить данный результат.

## Расписание
| Дата      | Раунд                  |
| --------- | ---------------------- |
| 27 июля   | Предварительные заезды |
| 29 июля   | Отборочные заезды      |
| 30 июля   | Полуфиналы             |
| 1 августа | Финалы B — D           |
| 1 августа | Финал A                |

## Соревнование

### Предварительный этап
Победитель каждого заезда проходит в полуфинал соревнований. Все остальные спортсмены попадали в утешительные заезды, где были разыграны ещё 8 полуфинальных мест.

#### Заезд 1
| Место | Спортсмен        | Страна         | Время   | Отставание | Примечания |
| ----- | ---------------- | -------------- | ------- | ---------- | ---------- |
| 1     | Вацлав Халупа    | Чехословакия   | 7:06,01 | +0,00      | SF A/B     |
| 2     | Уэйд Холл-Крэггс | Великобритания | 7:11,58 | +5,57      | R          |
| 3     | Габор Митринг    | Венгрия        | 7:11,93 | +5,92      | R          |
| 4     | Грег Уокер       | США            | 7:13,62 | +7,61      | R          |
| 5     | Хесус Поссе      | Уругвай        | 7:38,96 | +32,95     | R          |
| 6     | Ниалл О’Тул      | Ирландия       | 7:50,46 | +44,45     | R          |

#### Заезд 2
| Место | Спортсмен        | Страна     | Время   | Отставание | Примечания |
| ----- | ---------------- | ---------- | ------- | ---------- | ---------- |
| 1     | Серхио Фернандес | Аргентина  | 6:59,14 | +0,00      | SF A/B     |
| 2     | Юри Яансон       | Эстония    | 7:00,85 | +1,71      | R          |
| 3     | Ксено Мюллер     | Швейцария  | 7:06,20 | +7,06      | R          |
| 4     | Хоакин Гомес     | Мексика    | 7:08,77 | +9,63      | R          |
| 5     | Угис Ласманис    | Латвия     | 7:14,61 | +15,47     | R          |
| 6     | Франс Гёбель     | Нидерланды | 7:17,75 | +18,61     | R          |

#### Заезд 3
| Место | Спортсмен             | Страна   | Время   | Отставание | Примечания |
| ----- | --------------------- | -------- | ------- | ---------- | ---------- |
| 1     | Томас Ланге           | Германия | 7:08,13 | +0,00      | SF A/B     |
| 2     | Каетан Броневский     | Польша   | 7:11,01 | +2,88      | R          |
| 3     | Массимо Маркончини    | Италия   | 7:17,67 | +9,54      | R          |
| 4     | Константинос Кариотис | Греция   | 7:23,00 | +14,87     | R          |
| —     | Али Реза Билаль       | Турция   | DNF     | —          | R          |

#### Заезд 4
| Место | Спортсмен          | Страна               | Время   | Отставание | Примечания |
| ----- | ------------------ | -------------------- | ------- | ---------- | ---------- |
| 1     | Харальд Фадербауэр | Австрия              | 6:57,72 | +0,00      | SF A/B     |
| 2     | Эрик Вердонк       | Новая Зеландия       | 6:58,35 | +0,63      | R          |
| 3     | Игорь Могильный    | Объединённая команда | 7:15,59 | +17,87     | R          |
| 4     | Пертти Карппинен   | Финляндия            | 7:25,87 | +28,15     | R          |
| 5     | Кристиан Фрэнсис   | Ливан                | 8:08,47 | +1:10,75   | R          |

### Отборочные заезды
Из каждого отборочного заезда в полуфинал проходило по два спортсмена. Остальные гребцы попадали в полуфинал C/D, где разыгрывали места с 13-го по 22-е.

#### Заезд 1
| Место | Спортсмен          | Страна         | Время   | Отставание | Примечания |
| ----- | ------------------ | -------------- | ------- | ---------- | ---------- |
| 1     | Эрик Вердонк       | Новая Зеландия | 7:02,40 | +0,00      | SF A/B     |
| 2     | Хоакин Гомес       | Мексика        | 7:02,84 | +0,44      | SF A/B     |
| 3     | Массимо Маркончини | Италия         | 7:06,71 | +4,31      | SF С/D     |
| 4     | Хесус Поссе        | Уругвай        | 7:31,32 | +28,92     | SF С/D     |

#### Заезд 2
| Место | Спортсмен         | Страна    | Время   | Отставание | Примечания |
| ----- | ----------------- | --------- | ------- | ---------- | ---------- |
| 1     | Каетан Броневский | Польша    | 7:01,64 | +0,00      | SF A/B     |
| 2     | Ксено Мюллер      | Швейцария | 7:04,73 | +3,09      | SF A/B     |
| 3     | Грег Уокер        | США       | 7:11,85 | +10,21     | SF С/D     |
| 4     | Кристиан Фрэнсис  | Ливан     | 8:14,79 | +1:13,15   | SF С/D     |

#### Заезд 3
| Место | Спортсмен        | Страна     | Время   | Отставание | Примечания |
| ----- | ---------------- | ---------- | ------- | ---------- | ---------- |
| 1     | Юри Яансон       | Эстония    | 7:05,52 | +0,00      | SF A/B     |
| 2     | Пертти Карппинен | Финляндия  | 7:08,82 | +3,30      | SF A/B     |
| 3     | Франс Гёбель     | Нидерланды | 7:09,98 | +4,46      | SF С/D     |
| 4     | Габор Митринг    | Венгрия    | 7:22,13 | +16,61     | SF С/D     |
| 5     | Али Реза Билаль  | Турция     | 7:26,03 | +20,51     | SF С/D     |

#### Заезд 4
| Место | Спортсмен             | Страна               | Время   | Отставание | Примечания |
| ----- | --------------------- | -------------------- | ------- | ---------- | ---------- |
| 1     | Константинос Кариотис | Греция               | 7:01,57 | +0,00      | SF A/B     |
| 2     | Угис Ласманис         | Латвия               | 7:03,27 | +1,70      | SF A/B     |
| 3     | Ниалл О’Тул           | Ирландия             | 7:07,68 | +6,11      | SF С/D     |
| 4     | Уэйд Холл-Крэггс      | Великобритания       | 7:08,92 | +7,35      | SF С/D     |
| 5     | Игорь Могильный       | Объединённая команда | 7:08,92 | +7,35      | SF С/D     |

### Полуфиналы

#### Полуфиналы C/D
Первые три спортсмена из каждого заезда проходят в финал C, остальные попадают в финал D.

##### Заезд 1
| Место | Спортсмен          | Страна         | Время   | Отставание | Примечания |
| ----- | ------------------ | -------------- | ------- | ---------- | ---------- |
| 1     | Массимо Маркончини | Италия         | 7:06,61 | +0,00      | FC         |
| 2     | Франс Гёбель       | Нидерланды     | 7:09,72 | +3,11      | FC         |
| 3     | Уэйд Холл-Крэггс   | Великобритания | 7:09,94 | +3,33      | FC         |
| 4     | Али Реза Билаль    | Турция         | 7:10,22 | +3,61      | FD         |
| 5     | Кристиан Фрэнсис   | Ливан          | 8:12,79 | +1:06,18   | FD         |

##### Заезд 2
| Место | Спортсмен       | Страна               | Время   | Отставание | Примечания |
| ----- | --------------- | -------------------- | ------- | ---------- | ---------- |
| 1     | Игорь Могильный | Объединённая команда | 7:03,91 | +0,00      | FC         |
| 2     | Габор Митринг   | Венгрия              | 7:05,04 | +1,13      | FC         |
| 3     | Хесус Поссе     | Уругвай              | 7:05,53 | +1,62      | FC         |
| 4     | Грег Уокер      | США                  | 7:05,54 | +1,63      | FD         |
| 5     | Ниалл О’Тул     | Ирландия             | 9:25,95 | +2:22,04   | FD         |

#### Полуфиналы A/B
Первые три спортсмена из каждого заезда проходили в финал A, остальные попадали в финал B.

##### Заезд 1
| Место | Спортсмен             | Страна       | Время   | Отставание | Примечания |
| ----- | --------------------- | ------------ | ------- | ---------- | ---------- |
| 1     | Томас Ланге           | Германия     | 6:54,54 | +0,00      | FA         |
| 2     | Вацлав Халупа         | Чехословакия | 6:56,12 | +1,58      | FA         |
| 3     | Каетан Броневский     | Польша       | 7:02,65 | +8,11      | FA         |
| 4     | Пертти Карппинен      | Финляндия    | 7:12,05 | +17,51     | FB         |
| 5     | Константинос Кариотис | Греция       | 7:12,91 | +18,37     | FB         |
| 6     | Хоакин Гомес          | Мексика      | 7:26,84 | +32,30     | FB         |

##### Заезд 2
| Место | Спортсмен          | Страна         | Время   | Отставание | Примечания |
| ----- | ------------------ | -------------- | ------- | ---------- | ---------- |
| 1     | Серхио Фернандес   | Аргентина      | 6:53,40 | +0,00      | FA         |
| 2     | Юри Яансон         | Эстония        | 6:55,64 | +2,24      | FA         |
| 3     | Эрик Вердонк       | Новая Зеландия | 6:56,79 | +3,39      | FA         |
| 4     | Ксено Мюллер       | Швейцария      | 6:57,64 | +4,24      | FB         |
| 5     | Угис Ласманис      | Латвия         | 7:10,69 | +17,29     | FB         |
| 6     | Харальд Фадербауэр | Австрия        | 7:42,85 | +49,45     | FB         |

### Финалы

#### Финал D
| Место | Спортсмен        | Страна   | Время   | Отставание | Итоговое место |
| ----- | ---------------- | -------- | ------- | ---------- | -------------- |
| 1     | Грег Уокер       | США      | 7:12,32 | +0,00      | 19             |
| 2     | Али Реза Билаль  | Турция   | 7:35,15 | +22,83     | 20             |
| 3     | Ниалл О’Тул      | Ирландия | 8:01,78 | +49,46     | 21             |
| 4     | Кристиан Фрэнсис | Ливан    | 8:06,14 | +53,82     | 22             |

#### Финал C
| Место | Спортсмен          | Страна               | Время   | Отставание | Итоговое место |
| ----- | ------------------ | -------------------- | ------- | ---------- | -------------- |
| 1     | Массимо Маркончини | Италия               | 7:05,36 | +0,00      | 13             |
| 2     | Уэйд Холл-Крэггс   | Великобритания       | 7:09,05 | +3,69      | 14             |
| 3     | Габор Митринг      | Венгрия              | 7:12,65 | +7,29      | 15             |
| 4     | Франс Гёбель       | Нидерланды           | 7:12,76 | +7,40      | 16             |
| 5     | Игорь Могильный    | Объединённая команда | 7:14,34 | +8,98      | 17             |
| 6     | Хесус Поссе        | Уругвай              | 7:18,27 | +12,91     | 18             |

#### Финал B
| Место | Спортсмен             | Страна    | Время   | Отставание | Итоговое место |
| ----- | --------------------- | --------- | ------- | ---------- | -------------- |
| 1     | Хоакин Гомес          | Мексика   | 6:57,13 | +0,00      | 7              |
| 2     | Харальд Фадербауэр    | Австрия   | 6:58,97 | +1,84      | 8              |
| 3     | Угис Ласманис         | Латвия    | 7:01,54 | +4,41      | 9              |
| 4     | Пертти Карппинен      | Финляндия | 7:08,15 | +11,02     | 10             |
| 5     | Константинос Кариотис | Греция    | 7:19,47 | +22,34     | 11             |
| —     | Ксено Мюллер          | Швейцария | DNS     | DNS        | 12             |

#### Финал A
В финальном заезде борьба за олимпийское золото развернулась между действующим олимпийским чемпионом Томасом Ланге и чехословацким гребцом Вацлавом Халупой. До самого финиша оба спортсмена претендовали на победу, но заключительный отрезок дистанции остался за немецким гребцом, который выиграл у Халупы 1,5 секунды. Борьбу за бронзовую медаль выиграл поляк Каетан Броневский, опередивший на полсекунды новозеландца Эрика Вердонка.
| Место | Спортсмен         | Страна         | Время   | Отставание |
| ----- | ----------------- | -------------- | ------- | ---------- |
| 1     | Томас Ланге       | Германия       | 6:51,40 | +0,00      |
| 2     | Вацлав Халупа     | Чехословакия   | 6:52,93 | +1,53      |
| 3     | Каетан Броневский | Польша         | 6:56,82 | +5,42      |
| 4     | Эрик Вердонк      | Новая Зеландия | 6:57,45 | +6,05      |
| 5     | Юри Яансон        | Эстония        | 7:12,92 | +21,52     |
| 6     | Серхио Фернандес  | Аргентина      | 7:15,53 | +24,13     |